# Oncovirus

Schema semplificato del virus Epstein-Barr (EBV), un oncovirus

Un oncovirus è un virus in grado di causare tumori. Altri nomi con cui si possono identificare questi virus sono virus oncogenici, per la loro capacità di generare tumori o virus trasformanti, per la loro capacità di trasformare una cellula sana in una tumorale. Il meccanismo che permette loro di trasformare le cellule è diverso a seconda che si tratti di virus a RNA o a DNA.
Uno studio del 2020 su 2.658 campioni di 38 diversi tipi di cancro ha rilevato che il 16% era associato a un virus. Questi tumori sono facilmente prevenuti attraverso la vaccinazione (ad esempio contro il papillomavirus). La stragrande maggioranza dei virus animali non causa il cancro, probabilmente a causa della lunga coevoluzione tra il virus e il suo ospite. Gli oncovirus sono importanti non solo in epidemiologia, ma anche nelle indagini sui meccanismi di controllo del ciclo cellulare come la proteina del retinoblastoma.

## Etimologia
Oncovirus è una parola composta da un prefissoide (onco-) e un suffisso (-virus). Il prefisso deriva dal greco ὄγνκος ónkos, che significa "massa, volume", mentre il suffisso deriva dal latino vīrus, "veleno". Come la maggior parte delle parole scientifiche che iniziano con onco-, anche oncovirus è una parola il cui significato rientra nell'ampio argomento dei tumori.
Anche oncogenico è una parola il cui significato rientra nell'argomento "tumori". Il suffisso -genico deriva dal termine genesi, il quale deriva dal greco Γένεσις ghènesis che significa "nascita, creazione", da qui virus che genera tumore.

## Storia
- 1966: Peyton Rous
- 1975: David Baltimore, Howard Temin, Renato Dulbecco
- 1976: Baruch Blumberg, D. Carleton Gajdusek
- 1989: John Michael Bishop, Harold Varmus
- 2008: Harald zur Hausen

La storia della scoperta degli oncovirus è intrecciata con la storia della ricerca sul cancro e la storia della virologia. La più antica testimonianza di cancro umano è citata nel Codice di Hammurabi (datato circa 1754 a.C.) ma l'oncologia scientifica poté emergere solo nel XIX secolo, quando i tumori furono studiati a livello microscopico con l'aiuto del microscopio composto e delle lenti acromatiche. Nel 1926 fu assegnato il Premio Nobel per la medicina a Johannes Fibiger per aver documentato che un verme nematode poteva provocare il cancro allo stomaco dei ratti, ma non è stato riconosciuto che il cancro potesse avere origini virali fino a molto più tardi, almeno fino al 1966. Questo perché i virus sono stati scoperti da Dmitri Ivanovsky e Martinus Beijerinck solo alla fine del 1800 e gli studi su di essi vennero approfonditi anni più tardi.
La teoria secondo cui alcuni tipi di cancro sarebbero causati da virus è nata con gli esperimenti di Oluf Bang e Vilhelm Ellerman del 1908, all'Università di Copenaghen. Bang e Ellerman dimostrarono che il virus del sarcoma aviario (ASLV) poteva trasmettersi ai polli sani dopo aver somministrato loro un filtrato privo di cellule, e che successivamente causava loro la leucemia. Dal 1909 al 1911, il medico statunitense Francis Peyton Rous condusse esperimenti sui polli della razza Plymouth Rock a seguito di una richiesta da parte di un contadino di guarirne uno malato di tumore. Nel 1911, scoprì che un estratto acellulare ricavato da cellule tumorali era in grado di infettare le cellule sane di un altro pollo, portandolo infine alla scoperta del virus del sarcoma di Rous (RSV), il primo esemplare scoperto di virus oncogeno.
A questi risultati si affiancano quelli di Richard Shope, che nel 1933 scoprì che le verruche dei conigli selvatici del genere sylvilagus contenevano il virus del papilloma di Shope (SPV), conosciuto anche come virus del papilloma del coniglio. Nel 1936 John Bittner identificò il virus del tumore mammario del topo (MMTV), un virus che poteva essere trasmesso tra ceppi di topi di laboratorio mediante allattamento al seno.
All'inizio degli anni '50 si sapeva che i virus potevano rimuovere e incorporare geni e materiale genetico nelle cellule. È stato suggerito che tali tipi di virus potrebbero causare il cancro introducendo nuovi geni nel genoma. L'analisi genetica dei topi infettati dal virus Friend, un virus scoperto da Charlotte Friend nel 1957, ha confermato che l'integrazione retrovirale potrebbe distruggere i geni oncosoppressori, causando il cancro. Nel 1961 venne scoperto il virus vacuolizzante delle scimmie (SV40), mentre diversi anni dopo è stato dimostrato che causa il cancro nei criceti siriani, sollevando preoccupazione per le possibili implicazioni per la salute umana. Il consenso scientifico ora concorda fermamente che questo virus è improbabile che causi il cancro nelle cellule umane.
Nel 1964 Anthony Epstein, Bert Achong e Yvonne Barr identificarono il primo oncovirus umano dalle cellule del linfoma di Burkitt. Questo virus è formalmente noto come herpesvirus umano 4 (HHV-4) ma più comunemente è chiamato virus di Epstein-Barr (EBV). Pochi anni dopo, Baruch Blumberg isolò e caratterizzò il virus dell'epatite B (HBV) mentre lavorava al National Institute of Health. Sebbene questo agente fosse la chiara causa dell'epatite e potesse contribuire al carcinoma epatocellulare, questo legame non è stato stabilito con certezza fino a quando non sono stati condotti studi epidemiologici negli anni '80 da Palmer Beasley e altri. Dal 1968 al 1971 David Baltimore contribuì con alcuni professori del Massachusetts Institute of Technology nello studio dei virus della stomatite vescicolare (VSV), scoprendo poi la trascrittasi inversa, che gli valse il premio Nobel nel 1975. La scoperta avvenne simultaneamente con Howard Temin, col quale condivise il premio. Sempre nel 1968 Renato Dulbecco scoprì che le cellule tumorali umane e quelle infettate da alcuni virus (successivamente battezzati oncovirus) condividono una parte del genoma, che non è condivisa con le cellule sane. Questa scoperta gli valse nel 1975 il premio Nobel.
Nel 1980 il primo retrovirus umano, il virus linfotropico delle cellule T umane (HTLV-I), fu scoperto da Bernard Poiesz e Robert Gallo negli Stati Uniti e da Mitsuaki Yoshida e collaboratori in Giappone. Non era certo però, se l'HTLV-I promuovesse la leucemia. Nel 1981 Yorio Hinuma e i suoi colleghi dell'Università di Kyoto hanno riportato particelle retrovirali prodotte da una linea cellulare derivata da pazienti con leucemia. Queste particelle si sono rivelate essere HTLV-I e la ricerca ha stabilito il ruolo causale del retrovirus nell'insorgenza della leucemia.
Tra il 1984 e il 1986 Harald zur Hausen e Lutz Gissman scoprirono che tra i papillomavirus umani (HPV), HPV16 e HPV18 sono responsabili di circa il 70% delle infezioni da papillomavirus umano che causano il cancro della cervice uterina. Per la scoperta, è stato assegnato il Premio Nobel 2008. Nel 1987 è stato scoperto il virus dell'epatite C (HCV) analizzando una libreria di cDNA composta da materiale genetico proveniente da tessuti malati. Questo lavoro è stato svolto da Michael Houghton. Successivamente è stato dimostrato che l'HCV è uno dei principali responsabili del carcinoma epatocellulare in tutto il mondo.
Nel 1994 è stato isolato l'herpesvirus umano 8 (HHV8), associato al sarcoma di Kaposi. Questa ricerca, condotta da Patrick Moore e Yuan Chang alla Columbia University, è stata motivata dal lavoro di Valerie Beral, che ha dedotto, analizzando un'epidemia di sarcoma di Kaposi tra i pazienti con AIDS, che questo cancro deve essere causato da un altro agente infettivo oltre all'HIV e che probabilmente si tratta di un secondo virus. Studi successivi hanno rivelato che HHV8 è responsabile del tumore correlato. Nel 2008 Yuan Chang e Patrick Moore hanno sviluppato un nuovo metodo per identificare il virus HHV8 basandosi sulla sottrazione al computer di sequenze umane da un trascrittoma tumorale, chiamato sottrazione del trascrittoma digitale (DTS). Il DTS è stato utilizzato per isolare frammenti di DNA di poliomavirus umano 5 (MCV) dalle cellule di Merkel e ora si ritiene che questo virus causi il 70-80% dei tumori alle cellule di Merkel.

## Oncovirus umani
I principali virus associati a tumori umani sono:
- I virus linfotropici delle cellule T (HTLV), dove HTLV-I è in grado di provocare leucemie e linfomi dell'adulto alle cellule T
- Il virus di Epstein-Barr (EBV), in grado di provocare il linfoma di Burkitt, linfomi B ed il carcinoma nasofaringeo.
- I citomegalovirus (CMV), in grado di provocare il carcinoma mucoepidermoide.
- L'herpesvirus umano 8 (HHV-8), in grado di provocare il sarcoma di Kaposi.
- Il virus dell'epatite B (HBV), in grado di causare carcinoma epatocellulare.
- Il virus dell'epatite C (HCV), in grado di causare carcinoma epatocellulare.
- I papillomavirus umani (HPV), in grado di provocare sia tumori al collo dell'utero, al cavo orale, alle vie respiratorie, all'ano, al pene e a tutte le altre mucose, sia formazioni benigne sugli epiteli, come ad esempio condilomi o verruche.
- Il poliomavirus umano 5 (MCV), in grado di causare il carcinoma delle cellule di Merkel.

## Oncovirus a RNA
Esistono alcuni virus il cui materiale genetico è una molecola di RNA, che può essere a singolo filamento o a doppio filamento. Alcuni di questi virus a RNA, conosciuti come retrovirus perché durante il processo di infezione retrotrascrivono l'RNA a DNA, possono indurre la trasformazione neoplastica delle cellule eucariotiche. Ne sono un esempio il virus del sarcoma di Rous, il virus della leucemia felina, il virus dell'eritroblastosi aviaria (il virus responsabile dell'influenza aviaria), e altri meno comuni.

### Genoma e struttura virale
Il loro RNA è una molecola delle dimensioni di 7-10 kb, che contiene 3 geni necessari al loro ciclo vitale:
- gag, è il gene che codifica per una proteina precursore che, una volta tagliata produce le proteine della particella virale;
- pol, è il gene che codifica per la trascrittasi inversa, un enzima che ha il compito di trascrivere l'RNA a singola elica a DNA a doppia elica;
- env, è il gene che codifica per le glicoproteine dell'involucro virale, detto envelope.

Oltre a questi, solo il virus del sarcoma di Rous ha un gene aggiuntivo chiamato v-src che ha origini eucariotiche e trova il suo omologo in c-src, un gene molto conservato in tutto il regno animale. C-src è un gene che regola la proliferazione cellulare in risposta a stimoli mitotici. Questa tipologia di geni viene chiamata proto-oncogene. Se questo proto-oncogene dovesse subire mutazioni, si trasformerebbe in oncogene, ossia in un gene responsabile della proliferazione incontrollata tipica di una cellula tumorale. V-src è appunto una variante mutata di c-src, perciò quando è inserita da parte del virus in un cromosoma cellulare, stimola il pathway della proliferazione, trasformando la cellula sana in cellula cancerosa.
Gli altri retrovirus non hanno trovato il modo di far stare 4 geni all'interno del loro envelope, quindi la presenza di un oncogene virale v-onc (come lo è v-src o v-erbA per il virus dell'influenza aviaria) determina la perdita di uno dei tre geni necessari al completamento del ciclo vitale. Ciò li rende retrovirus trasformanti difettivi, ossia retrovirus incapaci di completare un ciclo da soli. Possono però completarlo con l'aiuto di un virus helper, che gli fornisce gag, pol o env. Questo abbassa la probabilità del retrovirus di generare cellule tumorali, poiché ne infetta solo una al posto di molte e poi muore a meno che non trovi un altro virus che lavori da helper.
I retrovirus non trasformanti (quelli che possiedono solo gag, pol ed env nel loro RNA) hanno anch'essi la capacità di trasformare una cellula sana in cancerosa, ma con una probabilità molto più bassa dei virus trasformanti. I meccanismi con cui questo è possibile sono 2 e sono chiamati attivazione genica e mutagenesi inserzionale.

### Meccanismo di trasformazione di un retrovirus trasformante
Quando un virus infetta una cellula, il suo genoma a RNA viene rilasciato dalla particella virale assieme alla trascrittasi inversa. Nel citosol cellulare, l'enzima sintetizza un filamento di DNA complementare (c-DNA), consumando i nucleotidi dell'ospite. Questo DNA virale viene prima traslocato nel nucleo e poi si integra in un cromosoma nel modo seguente. Le estremità 3' e 5' della molecola contengono sequenze terminali ripetute (LTR), che contengono numerosi segnali di regolazione dell'integrazione. Di conseguenza l'inserzione nel cromosoma cellulare avviene a seguito dell'interazione di queste LTR con proteine che tagliano il DNA cellulare.
Le LTR hanno anche funzione di promotore ed enhancer dei geni vicini, in questo modo favoriscono la replicazione virale, che deve:
1. Generare RNA messaggero per la sintesi, sempre a spese dell'ospite, delle proteine codificate da gag, pol, env e v-src (come esempio);
2. Replicare il genoma a RNA.

V-src codifica per una proteina chinasi tronca nel suo dominio regolatore. Questa mancanza è la responsabile della sua attività costitutiva di stimolazione della proliferazione.

### Attivazione genica
Siccome aumentano la trascrizione dei geni vicini, le LTR stimolano anche quella dei geni cellulari a valle della loro posizione. Se dunque troviamo c-src, questo verrà trascritto e tradotto in maniera costitutiva. C-src codifica per la proteina chinasi codificata da v-src, ma dotata del suo dominio regolatore. Questa si localizza in membrana e la sua presenza stimola la mitosi.

### Mutagenesi inserzionale
Questo meccanismo di trasformazione neoplastica da parte di un virus non trasformante prevede l'inserzione del materiale genetico all'interno di un gene cellulare. Ciò fa perdere la funzione del gene interessato dall'inserzione e di conseguenza può far trasformare la cellula se il gene era un oncosoppressore o un gene mutatore (un gene che ripara il DNA).

### Genesi di un retrovirus trasformante
Il DNA retrovirale si inserisce a caso nel genoma cellulare. Qualche volta avviene un riarrangiamento genetico mediante il quale l'unità trascrizionale del virus (gag, pol ed env) è collegata ad un gene vicino prima dell'LTR finale. Successivamente l'eccessiva lunghezza dell'unità trascrizionale porta all'eliminazione di un gene tra gag, pol o env assieme ad una parte del gene cellulare. Questo determina la nascita di un v-onc all'interno di un trascritto virale.
Nel caso del virus del sarcoma di Rous, l'eliminazione del materiale genetico ha interessato solo c-src, trasformandolo in v-src.

## Oncovirus a DNA
I virus a DNA possono infettare una cellula integrando il loro genoma. Nel primo caso sarà in grado di replicare, essere rilasciato con la lisi della cellula ospite, infettare un'altra cellula ed avviare un nuovo ciclo. Se la cellula invece non è permissiva il virus non potrà proliferare e quindi non avverrà la trasformazione cellulare fintantoché il Dna virale integrato non verrà trascritto.
Una possibilità però è che il Dna virale si collochi vicino ad un proto oncogene e che utilizzi il meccanismo della mutagenesi inserzionale. Una seconda possibilità è che il virus abbia geni che codifichino per proteine importanti per il ciclo replicativo. Queste, nelle cellule non permissive, vanno a legare proteine regolatorie (come Rb o p53) inibendo la funzione onco-soppressoria delle stesse; ne sono esempio: Large T del poliomavirus, E1A e E1B di adenovirus o E7 e E6 del papillomavirus.
In altri casi tutta una serie di proteine virali può impedire i meccanismi pro-apoptotici.